# تاريخ العلوم الاجتماعية

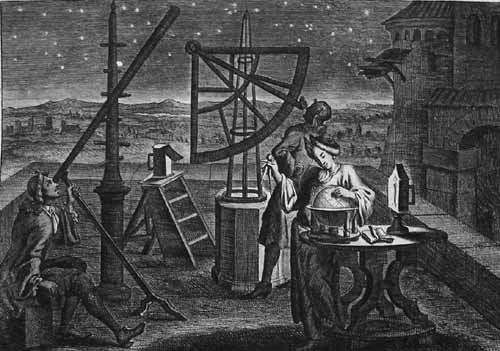

يتأصل تاريخ العلوم الاجتماعية في التراث العام للفلسفة الغربية، ويشارك فيه العديد من المفكرين القدماء، لكنه بدأ بشكل أكثر تحديدًا في أوائل القرن التاسع عشر، مع ظهور الفلسفة الوضعية للعلم. منذ منتصف القرن العشرين، أصبح مصطلح «العلوم الاجتماعية» يشير إلى معنى أكثر عمومية، لا إلى السوسيولوجيا فقط، بل إلى كل تلك المجالات التي تُحلل المجتمع والثقافة؛ من الأنثروبولوجيا إلى اللسانيات ودراسات الإعلام.
تُعد الفكرة القائلة إن المجتمع يمكن دراسته بطريقة قياسية وموضوعية، مع قواعد ومنهجية علمية، فكرة حديثة نسبيًا. يُعد التحليل العلمي للإنسان أمرًا خاصًا بالانقطاع الفكري من عصر التنوير إلى خطابات الحداثة، على الرغم من أن هناك دليل على وجود مبكر لعلم الاجتماع في العصور الوسطى الإسلامية، وعلى الرغم من أن فلاسفة مثل كونفوشيوس قد وضعوا نظريات منذ فترة بعيدة حول موضوعات مثل الأدوار الاجتماعية. خرجت العلوم الاجتماعية من الفلسفة الأخلاقية لعصرها، وتأثرت بعصر الثورات مثل الثورة الصناعية والثورة الفرنسية. ظهرت بدايات العلوم الاجتماعية في القرن الثامن عشر في الموسوعة الكبرى لديدرو، مع مقالات روسو وغيره من الرواد.
واجهت فلسفة عصر التنوير في حلول بداية القرن العشرين تحديًا في مختلف الأوساط. استخدمت مجالات متعددة مثل دراسات الرياضيات لصالح الدراسات التجريبية، ومعادلات التحقق بغرض بناء هيكل نظري، وذلك بعد استخدام النظريات الكلاسيكية منذ نهاية الثورة العلمية. أصبح تطور التخصصات الفرعية للعلوم الاجتماعية كميًا للغاية في جانبه المنهجي. على عكس ذلك، جعلت طبيعة التخصصات المتعددة والبينية للبحث العلمي في السلوك البشري، والعوامل الاجتماعية والبيئية المؤثرة عليه، العديدَ من العلوم الطبيعية تهتم ببعض الجوانب المنهجية للعلوم الاجتماعية. تشتمل أمثلة عدم وضوح الحدود بين التخصصات على تلك التخصصات الناشئة، مثل الدراسات الاجتماعية للطب، والبيولوجيا الاجتماعية، وعلم النفس العصبي، والاقتصاديات الحيوية، وسوسيولوجيا العلم وتاريخه. أصبح التكامل بين المناهج النوعية والكمية أمرًا متزايدًا في دراسة السلوك البشري وتأثيراته وتوابعه، وأصبح علم الإحصاء في النصف الأول من القرن العشرين تخصصًا قائمًا بذاته ضمن الرياضيات التطبيقية، واستُخدمت المناهج الإحصائية بثقة.
يتواصل السعي الضئيل في الفترة المعاصرة إلى إيجاد توافق حول منهجية ما، بإمكانها الربط بقوة ودقة بين «النظرية الكبرى» المقترحة والعديد من النظريات متوسطة المدى، والتي تستمر، نظرًا إلى نجاحها الكبير، بتوفير أُطر عمل صالحة للاستعمال بغرض بنوك البيانات المتنامية والهائلة. انظر توافق الأدلة.

## أطر زمنية

### العصر القديم
تُعد "الجمهورية" أفلاطون ذات تأثير في الفلسفة السياسية والحياة العادلة. نشر أرسطو العديد من الكتابات حول التنظيم الاجتماعي، مثل كتابيه السياسة ودستور الأثينيين.

### التطورات الإسلامية
شاركت الحضارة الإسلامية في العصور الوسطى بمساهمات بارزة بالنسبة للعلوم الاجتماعية. إذ كتب البيروني (973 - 1048) دراسات مقارنة تفصيلية في أنثروبولوجيا الشعوب، والأديان، والثقافات في الشرق الأوسط، والبحر المتوسط، وجنوب آسيا. وأشاد العديد من الباحثين أيضًا بالبيروني نتيجة أعماله في الأنثروبولوجيا الإسلامية. عمل ابن خلدون (1332 - 1406) في مجالات علم السكان، وعلم التأريخ، وفلسفة التاريخ، وعلم الاجتماع، والاقتصاد، واشتُهر بكتابه المقدمة.

### العصر الحديث

#### بداية العصر الحديث
كتب بوريدانوس وأوريسميوس حول المال، مع اقتراب عصر النهضة الذي بدأ منذ القرن الرابع عشر. كتب القديس أتونين من فلورنسا عن العملية الاقتصادية الشاملة في القرن الخامس عشر. وكتب كل من ليونارد دي ليز (ليسيوس)، وخوان دي ليجو، ولويس مولينا على وجه خاص، في موضوعات اقتصادية، في القرن السادس عشر. ركز كل هؤلاء الكتاب حول تفسير الملكية بوصفها شيء للمصلحة العامة.
اشتملت الشخصيات الممثلة للقرن السابع عشر على دافيد هارتلي، وتوماس هوبز، وجون لوك، وسامويل فون بوتندورف. حاجج توماس هوبز بأن التفكير الاستنباطي المنطلق من البديهيات أنشأ إطارًا علميًا، وبالتالي كان كتابه اللفياثان (التنين) عبارة عن وصف علمي للكومنولث السياسي. سُميت العلوم الاجتماعية في القرن الثامن عشر باسم الفلسفة الأخلاقية، لأنها كانت مختلفة عن الفلسفة الطبيعية والرياضيات، وشملت دراسة اللاهوت الطبيعي، والأخلاق الطبيعية، والفقه أو التشريع الطبيعي، والسياسة، والتي تضمنت الاقتصاديات والتمويل «الإيرادات». كانت الفلسفة الخالصة، والمنطق، والأدب، والتاريخ، خارج هاتين الفئتين. وكان آدم سميث أستاذًا للفلسفة الأخلاقية، وتلقى تعليمه على يد فرانسيس هتشيسون. شملت شخصيات هذا العصر، كل من فرانسوا كيسناي، وروسو، وجيامبتستا فيكو، ووليام جودوين، وجابريل بونيه دي مابلي، وأندريه موريليت. احتوت موسوعة العصر على العديد من الأعمال في العلوم الاجتماعية.

#### العصر الحديث المتأخر
احتفظت وحدة العلوم تلك بطابع وصفي، فعلى سبيل المثال، كان توماس هوبز يُحاجج في عصره بأن التفكير الاستنباطي النابع من البديهيات يشكل إطارًا علميًا، وبالتالي جاء كتابه اللفياثان وصفًا علميًا للكومنولث السياسي. ما سوف يحدث خلال عقود من كتاب هوبز، سيؤسس لما يُقال عنه ثورة في العلم، وخاصة عمل اسحق نيوتن في الفيزياء. أحدث نيوتن ثورة في ما كان يُطلق عليه اسم «الفلسفة الطبيعية»، إذ غيّر الإطار الأساسي الذي كان يفهم من خلاله الأفراد ما يُطلق عليه صفة «العلمي».

## كتابات أخرى
- Gerhard Lensky. 1982. Human societies: An introduction to macrosociology, McGraw Hill Company.
- Nash, Kate. 2010. Contemporary Political Sociology: Globalization, Politics, and Power. Wiley-Blackwell Publishers.
- Samuel William Bloom, The Word as Scalpel: A History of Medical Sociology, Oxford University Press 2002
- Raymond Boudon A Critical Dictionary of Sociology. Chicago: University of Chicago Press, 1989
- Craig Calhoun, ed. Sociology in America. The ASA Centennial History. Chicago: University of Chicago Press, 2007.
- Deegan, Mary Jo, ed. Women in Sociology: A Bio-Bibliographical Sourcebook, New York: Greenwood Press, 1991.
- A. H. Halsey, A History of Sociology in Britain: Science, Literature, and Society, Oxford University Press 2004
- Barbara Laslett (editor),Barrie Thorne (editor), Feminist Sociology: Life Histories of a Movement, Rutgers University Press 1997
- Levine، Donald N. (1995). Visions of the Sociological Tradition. University Of Chicago Press. ISBN:0-226-47547-6.
- T.N. Madan, Pathways : approaches to the study of society in India. New Delhi: Oxford University Press, 1994
- George Steinmetz, 'Neo-Bourdieusian Theory and the Question of Scientific Autonomy: German Sociologists and Empire, 1890s-1940s', Political Power and Social Theory Volume 20 (2009): 71-131.
- Wiggershaus، Rolf (1994). The Frankfurt School : its history, theories and political significance. Polity Press. ISBN:0-7456-0534-6. مؤرشف من الأصل في 2022-02-23.
- Translated by H. Campbell Creighton, M.A. (Oxon) (1989). A History of Classical Sociology (DOC, DjVu, etc.). Moscow: Progress Publishers. ISBN:5-01-001102-6.